# Notacalliphara
Notacalliphara is een geslacht van wantsen uit de familie van de Scutelleridae (Pantserwantsen). Het geslacht werd voor het eerst wetenschappelijk beschreven door Lyal in 1979.

## Soorten
Het genus bevat de volgende soorten:

- Notacalliphara pseudofasciata Lyal, 1979
- Notacalliphara rostrata (Distant, 1903)